# モンテルポーネ
モンテルポーネ（伊: Montelupone）は、イタリア共和国マルケ州マチェラータ県にある、人口約3,400人の基礎自治体（コムーネ）。

## 地理

### 位置・広がり
マチェラータ県のコムーネ。県都マチェラータから東北東へ11km、チヴィタノーヴァ・マルケから西北西へ13km、アンコーナから南へ31kmの距離にある。

#### 隣接コムーネ
隣接するコムーネは以下の通り。
- マチェラータ
- モンテコーザロ
- モッロヴァッレ
- ポテンツァ・ピチェーナ
- レカナーティ

### 気候分類・地震分類
モンテルポーネにおけるイタリアの気候分類 (it) および度日は、zona D, 1958 GGである。
また、イタリアの地震リスク階級 (it) では、zona 2 (sismicità media) に分類される。

## 文化・観光
「イタリアの最も美しい村」クラブ加盟コムーネである。